# Pedro Henrique (cantor)
Pedro Henrique Silva de Jesus (Ubaitaba, 24 de julho de 1993 — Feira de Santana, 13 de dezembro de 2023), mais conhecido apenas como Pedro Henrique, foi um cantor e compositor brasileiro de música cristã contemporânea, vocalista da banda Sing Out.

## Biografia
Pedro Henrique nasceu em Ubaitaba, na Bahia. Ainda na infância, mudou-se para a cidade do Rio de Janeiro, e cantava em igrejas evangélicas desde criança. Na vida adulta, cursou Sistemas de Informação e chegou a trabalhar como programador. Mas, com uma demissão, decidiu abandonar mudar sua carreira profissional. Pedro fazia parte da Igreja Belém Church, localizada na Barra da Tijuca.
Como cantor, iniciou sua trajetória em 2015, a partir de covers de músicas evangélicas no YouTube. O seu primeiro vídeo alcançou cerca de 100 mil visualizações em um dia, enquanto outro ultrapassou 10 milhões. Isso chamou a atenção do produtor Ronald Fonseca, ex-tecladista da banda Trazendo a Arca, que o recrutou em 2016 para participar do single "Se a Nação Clamar", com artistas do cenário evangélico como Davi Sacer, Luiz Arcanjo, Fernandinho, Isadora Pompeo e Nívea Soares.
Após a participação, Ronald o convidou para fazer parte da banda Sing Out. O grupo manteve-se em atividade sob os vocais de Pedro Henrique e Maressa Cruz e, além de singles, também lançou o álbum Grande É o Senhor em 2017. O álbum atraiu a atenção da gravadora Sony Music Brasil, com a qual o grupo passou a ter um contrato artístico.
Em 2019, a banda se encerrou. Pedro lançou seus primeiros singles em carreira solo pela Sony, como "Nunca Falhou", "Teu Socorro", "Tua Voz" e "Não Precisa Mais Chorar". Em 2021, assinou com o selo evangélico Todah Music, pela qual lançou os singles "Vai ser Tão Lindo", "Descendência", "Foi a Mão de Deus", "Era a Mão de Deus", "Se Não Fosse Ele" e oito álbuns de título Acústico, que saíram entre 2021 e 2023.

## Morte
Pedro Henrique morreu aos 30 anos em 13 de dezembro de 2023, durante uma apresentação em Feira de Santana na Bahia, que estava sendo transmitida ao vivo pela internet. O artista morreu após sofrer um infarto fulminante.
Artistas lamentaram a morte de Pedro, como Fernanda Brum, Shirley Carvalhaes, Jozyanne, Gabriel Henrique, André Valadão, Daniela Araújo, Wilian Nascimento, entre outros. Pedro também foi homenageado no Melhores do Ano de 2023.

## Vida pessoal
Pedro Henrique foi casado com Suilan Barreto e tiveram uma filha, chamada Zoe, nascida em 2023. O casal manteve um relacionamento amoroso por mais de 10 anos e estavam casados desde 2018.

## Estilo musical e influências
Pedro Henrique era um artista de música cristã contemporânea, interpretando músicas com influências congregacionais e pop. Entre suas influências, estavam artistas como Smokie Norful, Kim Walker-Smith, Leonardo Gonçalves e Álvaro Tito. O seu primeiro álbum com o Sing Out trazia influências de artistas e bandas Bethel Music, Hillsong e Planetshakers, além de ser comparado a álbuns do grupo Trazendo a Arca.
Sobre Pedro Henrique, Daniela Araújo disse em 2022 que "é um cantor que está crescendo muito, a voz dele é maravilhosa". Uma crítica do álbum Grande É o Senhor publicada no Super Gospel apontava Pedro como "o aspecto de maior novidade do disco", com elogios a interpretações mais intensas e, ao mesmo tempo, introspectivas.

## Prêmios e indicações
Pedro Henrique foi indicado ao Troféu Geração Salvação 2022 nas categorias de Cantor do Ano e Música do Ano, com "Descendência".
Depois de sua morte, ganhou o mesmo troféu acima como "Cover do Ano" em 2024 além de ser homenageado pelo evento e ter sido indicado também como "Cantor do Ano".  